# Suberites bengalensis
Suberites bengalensis är en svampdjursart som beskrevs av Claude Lévi 1964. Suberites bengalensis ingår i släktet Suberites och familjen Suberitidae. Inga underarter finns listade i Catalogue of Life.